# 常熟戰鬥
常熟戰鬥發生於1937年11月15日－19日，地點則是在中國蘇南苏州、昆山、常熟一帶。是抗日戰爭主要戰鬥之一，交戰一方為守軍之國民革命軍15集团军，另一方則為日軍。戰鬥末了，國軍十五集團敗退無錫，参与作战的国民革命军新编第四军撤退到苏北。
参与作战的有属于共产党的国民革命军新编第四军江南游击队约1100人，后大约后100余人因来不及撤退转移，滞留于常熟。后在常熟东南之沙家浜镇隐蔽长达3年后获救。期间共毙伤日军200余人，潜伏常熟的共产党部队重新发展到600余人。此段历史在文革期间被夸大后，编排为著名样板戏沙家浜。